# オーストリア・スーパーカップ
オーストリア・スーパーカップ（ÖFB-Supercup）は、2004年までオーストリアで開催されたサッカーのカップ戦である。主催者はオーストリアサッカー協会。

## 概要
オーストリア・ブンデスリーガの優勝クラブとオーストリア・カップの優勝クラブによって、シーズン開幕一週間前の週末に行われていた。同一クラブが2冠を達成した場合、そのクラブはオーストリア・カップの準優勝クラブと対戦した。
UEFAチャンピオンズリーグやUEFAヨーロッパリーグの予選試合開催などによる過密スケジュールが問題視され、2005年以降は開催されていない。

## 歴代優勝クラブ
- 1986: SKラピード・ウィーン
- 1987: SKラピード・ウィーン
- 1988: SKラピード・ウィーン
- 1989: FCアドミラ・ヴァッカー・メードリング
- 1990: FKアウストリア・ウィーン
- 1991: FKアウストリア・ウィーン
- 1992: FKアウストリア・ウィーン
- 1993: FKアウストリア・ウィーン
- 1994: SVアウストリア・ザルツブルク
- 1995: SVアウストリア・ザルツブルク
- 1996: SKシュトゥルム・グラーツ
- 1997: SVアウストリア・ザルツブルク
- 1998: SKシュトゥルム・グラーツ
- 1999: SKシュトゥルム・グラーツ
- 2000: グラーツァーAK
- 2001: FCケルンテン
- 2002: グラーツァーAK
- 2003: FKアウストリア・ウィーン
- 2004: FKアウストリア・ウィーン